# Colegio Ayacucho
El Colegio Nacional San Simón de Ayacucho es una institución educativa estatal boliviana de la ciudad de La Paz. Fue una de las primeras instituciones educativas fundadas en Bolivia. Fue fundado como Colegio de Ciencias y Artes, de acuerdo a un decreto firmado por el Mariscal de Ayacucho Antonio José de Sucre.

## Historia
Fue fundado el 28 de abril de 1826 en el edificio que ocupaba el convento de Santo Domingo, cuyo templo existe hasta la actualidad. 
Una réplica del decreto de fundación se encuentra en el patio de honor del colegio. 
Según el decreto de creación, la nueva institución académica se sustentaría con las rentas que estaban establecidas para el convento y fueron donaciones de feligreses como José Montenegro o Francisca Llano, viuda del coronel español Protasio Armentia. Estas rentas llegaban a superar los 4000 pesos anuales.
En 1831, en el mismo sitio se fundó la Universidad Mayor de San Andrés, compartiendo espacio ambas instituciones. 
A partir de 1919 la universidad dejó el inmueble pasando a ser sede exclusiva del Colegio. 
En el siglo XX, el 12 de febrero de  2003 los estudiantes de esta institución fueron parte de los movimientos sociales que desembocaron en el evento conocido en Bolivia como febrero negro y que desembocarían meses más tarde en la masacre de octubre y la renuncia de  Gonzalo Sánchez de Lozada.

## Infraestructura
El colegio ocupa un inmueble de estilo republicano con patio central, declarado como patrimonio en varias instancias de administración, una declaratoria nacional fue emitida en 2013.

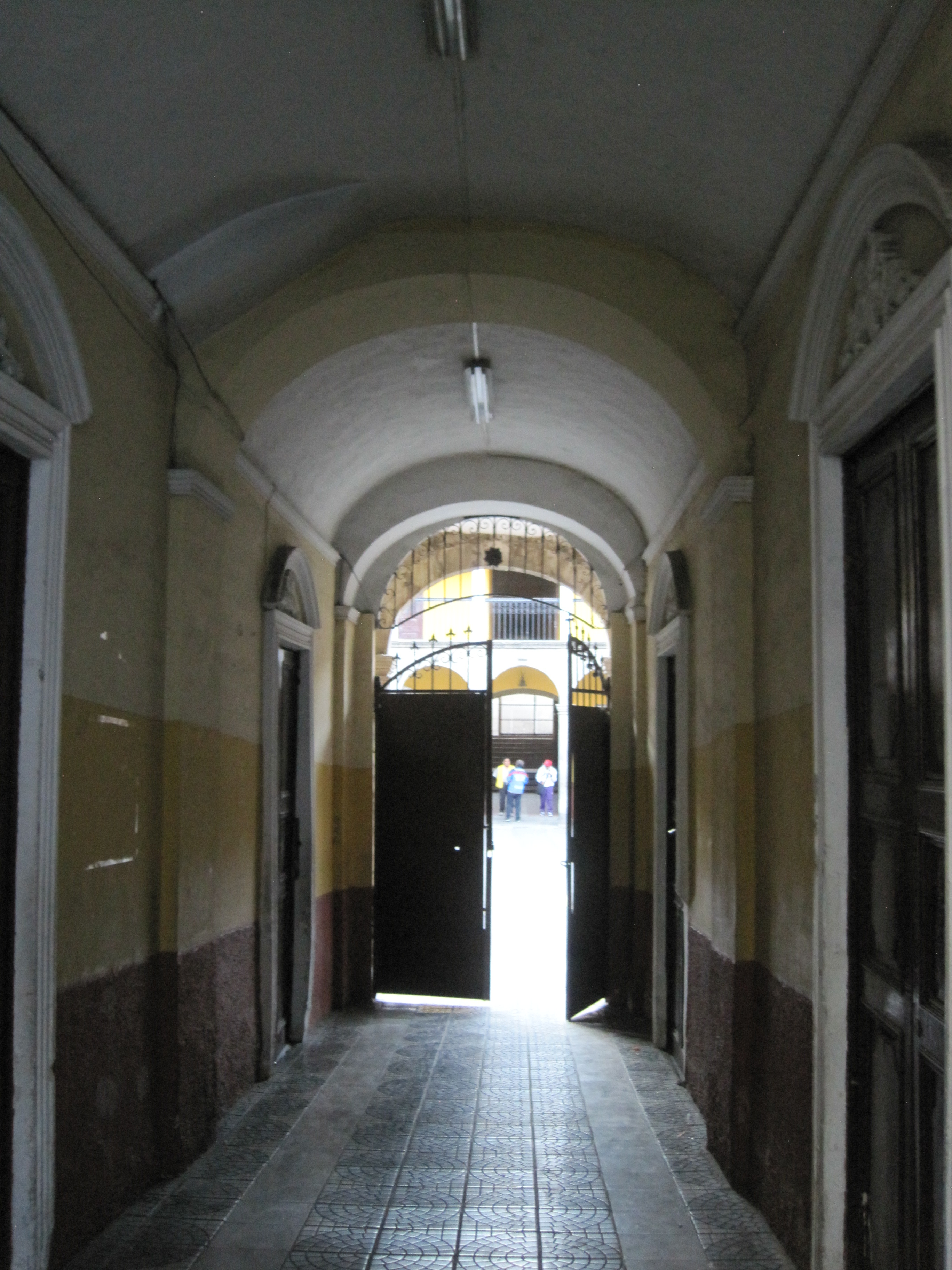
Pasillo interior del colegio.

## Personalidades
Al menos 11 presidentes de Bolivia fueron estudiantes de esta institución, entre ellos:
- Agustín Morales
- José Manuel Pando
- Ismael Montes
- Bautista Saavedra
- José Luis Tejada Sorzano
- Enrique Peñaranda
- Tomás Monje Gutiérrez
- Hugo Ballivián Rojas
- Alfredo Ovando Candia
- Wálter Guevara Arce
- Guido Vildoso Calderón